# Торвальдс, Туве
Ту́ве То́рвальдс (фин. Tove Torvalds), урождённая Мо́нни (Monni) — финская каратистка, неоднократная чемпионка Финляндии по карате. В 1997 году вышла замуж за Линуса Торвальдса, создателя ядра Linux. В настоящее время проживает в Портленде.
Именно Туве Торвальдс является автором идеи сделать талисманом Linux пингвина.

## Спортивная карьера
Некоторое время тренировалась у Кари Айттомякки (Kari Aittomäki), финского мастера карате, впоследствии известного в качестве первого в стране рефери смешанных единоборств.
Участвовала в национальных и международных соревнованиях по карате, не раз занимала призовые места в дисциплине ката. Шесть раз становилась победителем национального чемпионата. В 1985 и 1989 годах занимала третье, а в 1991 второе место на Северном чемпионате по карате. В 1989 году победила в международном турнире в Хельсинки.
Впоследствии занялась тхэквондо. В настоящее время имеет мастерскую степень «IV Дан», преподаёт тхэквондо в Портленде.

## Личная жизнь
Муж (с 1997 года) — Линус Бенедикт Торвальдс (род. 1969), известный финно-американский программист, создатель ядра операционной системы Linux.
Осенью 1993 года, изучая информационные технологии в Университете Хельсинки, Туве Монни по электронной почте — написание письма было учебным заданием — пригласила на свидание своего преподавателя Торвальдса. Завязались отношения, и через несколько месяцев Линус переехал жить к Туве. В январе 1997 она вышла замуж и сменила фамилию: предполагалось, что брак упростит получение визы в США. До брака Линус при публичном появлении с Туве называл её своим менеджером по разработке.
Трое детей (все — дочери):
- Патриcия Миранда (род. 1996)
- Даниэла Иоланда (род. 1998)
- Селеста Аманда (род. 2000)

Как рассказывала в 2015 году про своих родителей Патрисия, старшая дочь Туве, они никак не ограничивали интересы своих детей, предоставляли им полную свободу действий и поддерживали их во всех начинаниях.